# 예브게니 레오노프
예브게니 파블로비치 레오노프(러시아어: Евгений Павлович Леонов, 1926년 9월 2일 ~ 1994년 1월 29일)는 소련과 러시아의 배우로, 《행운의 신사들》, 《미미노》, 《스트라이프 트립》 등 잘 알려진 소련 영화 여러 편의 주역을 맡았다. "러시아에서 가장 사랑받는 배우 중 한 명"이라고 불리는 그는 《빈니푸흐》(곰돌이 푸)를 비롯한 많은 소련 만화 캐릭터의 목소리 연기를 담당하기도 하였다.

## 어린 시절
전형적인 모스크바 가정에서 자란 그는 제2차 세계 대전 당시 많은 소년들의 꿈이었던 전투기 조종사가 되기를 꿈꾸었다. 이것은 종종 그의 아버지가 비행기 공장에서 일했다는 사실에 기인하기도 한다. 위대한 애국 전쟁 동안 그와 가족 전부는 무기 제조/항공 공장에서 일하였다. 전쟁이 끝난 후 그는 모스크바 예술극장 학교에 입학하여 미하일 얀신 밑에서 공부하였다.

## 경력
레오노프는 처음 출연한 영화에서 엑스트라로 캐스팅되었으며 어떠한 인정도 받지 못하였다. 이후 그는 기오르기 다넬리아가 단골로 찾는 배우가 되어 《행운의 신사들》, 《가을 마라톤》, 《미미노》, 《아포냐》, 《킨-자-자!》 등 그의 모든 작품에 출연하였다. 올무비에 따르면 "그의 짧고 동그란 외양, 표정이 풍부한 눈, 넓고 열린 얼굴, 느린 움직임, 약간 어눌한 말투는 그가 전문으로 하는 코믹한 역할에 이상적"이었다. 그러나 그는 비극적인 부분과 변함없이 자연스러운 연기로도 평단의 주목을 받았다. 많은 유명 배우들이 레오노프와 같은 영화에 출연하는 것을 피한 이유는 그의 자연스러운 연기 방식으로 인하여 자신들이 긴장되어 보였기 때문이라고 전한다.
레오노프는 다넬리아의 《가을 마라톤》(1980년, 가장 인기 있는 영화 중 하나)에 간략하게 출연하였지만, 이 역할로 베니스 영화제에서 남우주연상을 수상하였다. 《가을 마라톤》에서 레오노프는 전형적인 레오노프 안티히어로의 모습을 훌륭하게 보여줬다는 평가를 받았다. 그는 술을 너무 많이 마시고 누군가가 참을 수 있는 한 말도 안되는 말을 하는 것 이상을 하는 것 외에는 아무 것도 좋아하지 않는 단순하고 시끄러운 남자를 유쾌하게 묘사하였다. 그를 고적적인 수준ㅇ로 끌어올리는 데 중요한 역할을 한 다른 영화 중에는 1971년에 제작된 《행운의 신사들》과 《벨로루시 스테이션》이 있다. 레오노프의 모든 영화와 마찬가지로 이 영화들도 텔레비전에서 자주 재방송된다. 언론에서는 "프랑스인에 페르낭델이 있다면, 러시아인에게는 레오노프가 있다"고 평한다. 그는 200개가 넘는 배역을 소화하였으며, 러시아 영화계에서 가장 잘 알려진 조연 배우였다.
레오노프는 1991년(또는 1988년) 독일 투어 중 심장마비를 일으켜 10일(또는 16일) 동안 혼수상태에 빠졌다. 대수술을 받은 뒤에야 생명을 구한 레오노프는 회복이 끝난 뒤 렌콤 극장에서 공연 일정을 시작하였다.
죽기 1년 전인 1993년, 레오노프는 한 영화제에서 "러시아 연극계에서 가장 생산적이었던 해는 언제였습니까?"라는 질문을 받았고, 다음과 같이 답하였다.
| “ | 인생은 너무 빠르게 흘러가서 어느 한 시기를 특정하기 어렵다. 하지만 지난 몇 년 동안의 유명한 예술가들, 내 스승님들인 디키, 미하일 체호프, 시모노프 2세, 펩초프, 루시노바, 바흐탄고프, 그리첸코, 야코블레프를 결코 잊지 못할 것이다. 나는 예술 극장의 개화를 보았다. 1941년 당시 소년이었던 나는 샹들리에 어딘가에 매달려 세 명의 아름다운 여성이 새로운 멋진 삶은 꿈구고 있는 《세 자매》를 보았다. 타라소바와 함께 한 《안나 카레니나》는 결코 잊지 못할 것이다. 그 당시 사람들은 눈물을 흘리며 웃었고 무대 위에 그들의 마음의 일부를 남기고 진정성과 친절함을 연기하였다. 심오함을 이루려면 기술이 필요하지만 기술은 오로지 고통을 통해서만 나온다. 한번은 니콜라이 시모노프와 함께 부엌에 앉아 있던 펩초프가 그에게 말했다. "콜랴, 실내 유기체를 조심해." 그러나 이제는 미학 자체가 바뀌었다. "실내 유기체"는 도처에서 예술로 바뀌었다. 그리고 또한, 문학도 없다. 지난 세기에 40명의 작가가 세상을 뒤집어 놓았다. 오늘날에는 수많은 작가가 있지만 문학은 더 이상 예전과 같지 않다. 극장은 대문자로 철자가 표기된 희곡을 무대에 올려야 한다. 그러나 우리는 시끄러운 격정을 필요로 하지 않고 감정과 열정을 모두 잊은 채 효과적인 무대 연출을 선호한다. 열정은 조용해질 수 있다. 한 극장에서 이런 말을 들은 적이 있다. "레오노프, 우리와 함께 일하러 오십시오. 우리는 부유해서 거의 모든 시간을 해외에서 보냅니다." "왜죠, 당신 극장이 그리 유력합니까?" 내가 물었다. "아니요, 우리 거래소가 강해서 그렇습니다." 이 거래소는 목재를 거래하고 극장 객차를 화물 열차에 연결한다. 그리고 축제에 관해서는 신께서 허락하기를 바란다. 돈만 있다면. | ” |

레오노프는 1994년 1월 29일 《죽은 자를 위한 기도》(추모 기도)에 출연하기 위해 렌콤 극장으로 가던 중 사망하였다. 강당에서 그의 죽음이 발표되자 관객들은 자발적으로 길 건너편 교회로 몰려들어 촛불을 켜고 애도하였다. 추모식 행렬을 위하여 50만 명이 넘는 사람들이 추운 날씨에 모였다. 그는 러시아 문화의 다른 뛰어난 인물과 함께 모스크바의 노보데비치 묘지에 묻혔다.